# Афанасьевская (Озерецкий сельсовет)
Афанасьевская — деревня в Тарногском районе Вологодской области.
Входит в состав Тарногского сельского поселения (с 1 января 2006 года по 8 апреля 2009 года входила в Озерецкое сельское поселение), с точки зрения административно-территориального деления — в Озерецкий сельсовет.
Расстояние до районного центра Тарногского Городка по автодороге — 16 км. Ближайшие населённые пункты — Киривановская, Евсеевская, Степановская, Корчажинская, Баклановская, Михайловская, Манюковская.
По переписи 2002 года население — 22 человека (7 мужчин, 15 женщин). Всё население — русские.